# Jacinto (Minas Gerais)
Jacinto é um município brasileiro do estado de Minas Gerais. Localiza-se a uma latitude 16º08'40" sul e a uma longitude 40º17'36" oeste, estando a uma altitude de 180 metros.
Sua população recenseada em 2022 era de 11 042 habitantes. Possui uma área de 1 393,609 km².

## História
O município foi criado pelo pelo Decreto-Lei Estadual nº 1058, de 31 de dezembro de 1943, desmembrado de Almenara.

## Geografia
Jacinto pertence à Região Geográfica Imediata de Almenara e à Região Geográfica Intermediária de Teófilo Otoni. Está localizado na microrregião de Almenara e na mesorregião do Jequitinhonha.